# Kwandakwensizwa Mngonyama
Kwandakwensizwa Mngonyama (25 de setembro de 1993) é um futebolista profissional sul-africano que atua como defensor, atualmente defende o Maritzburg United.

## Carreira
Kwandakwensizwa Mngonyama fez parte do elenco da Seleção Sul-Africana de Futebol nas Olimpíadas de 2016.